# Bo Nilsson (Fußballspieler)
Bo „Bosse“ Nilsson (* 1944) ist ein schwedischer Fußballtrainer. Nach einer Spielerkarriere vornehmlich im unterklassigen Ligabereich, die ihn zu einem Erstligaeinsatz führte, arbeitete er als Trainer unter anderem in der schwedischen Allsvenskan sowie der dänischen Superliga.

## Werdegang
Nilsson spielte zunächst bei Tjörnarps BOIF in seinem Heimatort. 1963 schloss er sich dem Viertligisten IFK Hässleholm an, mit der er Ende des folgenden Jahres in die Drittklassigkeit aufstieg. Durch gute Leistungen hatte er höherklassig auf sich aufmerksam gemacht und schloss sich dem Stockholmer Klub Djurgårdens IF an. Für den amtierenden Meister debütierte er 1967 in der Allsvenskan, kam aber nur in einem Spiel zum Einsatz. Anschließend kehrte er zum IFK Hässleholm zurück, bei dem er Ende der 1974 das Traineramt übernahm. Auf Anhieb führte er den Klub in die zweite Liga, 1976 erreichte er mit der Mannschaft als Tabellenvierter sein bestes Ergebnis.
1979 wechselte Nilsson auf die Trainerbank des Ligakonkurrenten Mjällby AIF. Auch hier war er auf Anhieb erfolgreich und stieg mit dem Klub als Meister der Division 2 Södra vor Helsingborgs IF erstmals in der Vereinsgeschichte in die Allsvenskan auf. Der Klub war jedoch chancenlos in der ersten Liga und musste nach drei Siegen im Saisonverlauf als Tabellenletzter direkt wieder absteigen. Anschließend kehrte er abermals zu IFK Hässleholm zurück, gleichzeitig assistierte er Nationaltrainer Lars Arnesson bei der Betreuung der schwedischen Nationalmannschaft. Mit dem mittlerweile drittklassig antretenden Klub verpasste er mehrmals knapp den Wiederaufstieg in die Zweitklassigkeit, Ende 1985 trennte sich der Klub von ihm.
1987 verpflichtete der seinerseits ebenfalls drittklassig antretende Klub Helsingborgs IF Nilsson als neuen Trainer. Unter seiner Leitung stieg der Verein 1989 mit 22 Siegen aus 26 Spielen in seiner Drittligastaffel in die zweite Liga auf. In der Südstaffel verpasste der Klub nur knapp den Durchmarsch in die Allsvenskan, hinter BK Häcken belegte die Mannschaft den zweiten Tabellenplatz. Nach einer Ligareform wurde die Meisterschaft in Schweden neu gestaltet, als Tabellenführer der Herbstmeisterschaft erreichte Nilsson mit seinem Verein 1991 die Aufstiegsrunde zur Allsvenskan. Nach Erfolgen über BK Häcken und IK Brage scheitere die Mannschaft in der dritten Runde der Relegation am Göteborger Klub Västra Frölunda IF aufgrund der Auswärtstorregel. Im folgenden Jahr erneut Herbstmeister genügte dieses Mal eine Runde zum Aufstieg, IFK Sundsvall wurde mit einem 6:1-Auswärtssieg geradezu deklassiert. Mit der Mannschaft belegte er in der Erstligaspielzeit 1993 als Tabellenneunter einen Nicht-Abstiegsplatz.
1994 war der dänische Klub Silkeborg IF Nilsson ab und holte ihn in die Superliga. Als Nachfolger des Meistertrainers Bo Johansson, der zu HJK Helsinki abgewandert war, konnte er nicht an den Erfolg anknüpfen. Anschließend betreute er West Riffa aus Bahrain, ehe er 1997 als Trainer von Degerfors IF in die Allsvenskan zurückkehrte. Nach dem Abstieg des Vereins am Saisonende ging er erneut nach Bahrain. 1999 verpflichtete ihn Malmö FF als Mannschaftsleiter.
2006 kehrte Nilsson als Sportchef zu Helsingborgs IF zurück. Ende 2007 verließ Trainer Stuart Baxter den Klub in Richtung finnische Nationalmannschaft, in der Folge übernahm er dessen Posten zunächst interimsweise bis zur Sommerpause aufgrund der Europameisterschaft 2008. Nach guten Ergebnissen – die Mannschaft hielt sich im vorderen Tabellendrittel – verlängerte der Klub die Tätigkeit Nilssons, seiner Assistenztrainer Peter Gerhardsson und Per-Ola Ljung sowie des Torwarttrainers Sven Andersson. In der Spielzeit 2009 konnte der Klub den vierten Platz des Vorjahres nicht bestätigen, so dass bereits im Herbst ein Ende der Zusammenarbeit zum Jahresende beschlossen wurde. Erneut übernahm er im Anschluss das Traineramt beim mittlerweile viertklassigen IFK Hässleholm.